# Dougouténé I
Dougouténé I is een gemeente (commune) in de regio Mopti in Mali. De gemeente telt 21.000 inwoners (2009).